# Никитин, Михаил Николаевич
Михаил Николаевич Никитин  (6 ноября 1893, м. Кантакузинка,  Херсонская губерния, Российская империя — 25 июля 1975, Москва,  СССР) —  советский военный деятель, генерал-майор артиллерии (08.09.1943), краснознамёнец (08.08.1919), член-корреспондент Академии артиллерийских наук (14.04.1947), кандидат военных наук (1943).

## Биография
Родился 6 ноября 1893 года в местечке Кантакузинка, ныне село Новокантакузовка, Вознесенского района Николаевской области, Украина. После окончания гимназии в городе Вознесенске с 1912 года - студент Одесского университета, а с 1913 года - студент физико-математического факультета Санкт-Петербургского университета.
После 3-го курса  с декабря 1914 года - юнкер Владимирского военного училища в Санкт-Петербурге.  С мая 1915 года - младший офицер запасного полка в  городе Красное Село. В июне-августе  1915 года - слушатель пулеметных курсов при стрелковой школе в городе Ораниенбаум. С августа 1915 года - в действующей армии: начальник пулеметной команды, командир батальона 436-го Новоладожского пехотного полка в составе 12-й армии Северного фронта. В 1916 года был контужен. За боевые отличия награждён орденами Святой Анны 3-й ст. с мечами и бантом, Святого Станислава 3-й ст. с мечами и бантом, Святой Анны 4-й ст. с надписью «За храбрость». Последний чин в  российской армии - штабс-капитан.
В январе 1918 года добровольно вступил в Красную армию. В январе-феврале 1918 года - командир 436-го стрелкового полка. В феврале-марте 1918 года - оперативный адъютант 1-й армии Украинского фронта, а в марте-мае 1918 года — начальник авангарда армии. В мае—июне 1918 года - инструктор по формированию Трубчевского батальона. В июле-октябре 1918 года - начальник полковой  пулеметной команды, с октября 1918 года - помощник командира 213-го крестьянского полка 24-й железной дивизии. С февраля 1919 года - командир 208-го Симбирского стрелкового полка 24-й железной дивизии. С ноября 1919 года - командир 70-й стрелковой бригады  24-й железной дивизии. С декабря 1919 года - командир 3-й стрелковой бригады  1-й Туркестанской дивизии. С ноября 1920 года - командующий Бухарской группой войск. С мая 1921 года - командир 3-й Туркестанской стрелковой бригады 1-й Туркестанской стрелковой дивизии. С мая 1922 года - начальник войск правой колонны и командир 3-й отдельной бригады Бухарской армейской группы войск. С января 1923 года - помощник командира 3-й Туркестанской стрелковой дивизии. С октября 1923 года - помощник командира, временно исполняющий обязанность командира 4-й Туркестанской стрелковой дивизии.  Участвовал в боевых действиях во время  Гражданской войны с января 1918 года по октябрь 1924 года на Украинском и Восточном  фронтах, в Бухаре. Был ранен в левое плечо. За боевые отличия в был награждён орденом Красного Знамени и орденом Красной Звезды Бухарской Народной Республики I степени.
С октября 1924 года - слушатель Курсов усовершенствования высшего командного состава РККА при Военной академии им. М. В. Фрунзе. С 25 мая 1925 года по 15 августа 1927 года - в распоряжении Политического управления РККА с выполнением особых заданий (заграничная командировка) с зачетом одного дня за два. В октябре 1927 года - помощник командира 7-й Черниговской стрелковой дивизии. С октября 1927 года - слушатель Курсов усовершенствования командного состава при Военно-воздушной инженерной академии РККА им. Н. Е. Жуковского. В мае-декабре 1928 года - на стажировке в должности старшего летчика-наблюдателя в 31-й авиационной эскадрильи. С декабря 1928 года командир 43-го авиационного отряда 2-й авиабригады, городе Витебск. С февраля 1930 года - преподаватель Курсов усовершенствования командного состава при Военной школе зенитной артиллерии РККА (г. Евпатория). С декабря 1933 года командир-руководитель Курсов усовершенствования начальствующего состава ПВО. С мая 1934 года - руководитель тактики Курсов усовершенствования командного состава ПВО. В феврале-июле 1935 года - командир-руководитель, с июля 1935 года - старший преподаватель тактики Курсов усовершенствования командного состава зенитной артиллерии и зенитных прожекторов РККА. С августа 1939 года - начальник тактического цикла Курсов усовершенствования командного состава зенитной артиллерии РККА (Харьковский военный округ). С мая 1941 года -старший преподаватель, с июля 1941 года - начальник кафедры тактики зенитной артиллерии Артиллерийской академии РККА им. Ф. Э. Дзержинского. По совместительству с декабря 1949 года по апрель 1950 года - научный руководитель по зенитной артиллерии 12-го отдела НИИ-3 Академии артиллерийских наук. С апреля 1953 года - в отставке по болезни.
Являлся крупным специалистом в области тактики зенитной артиллерии и противовоздушной обороны, автором  научных работ, ряд из них является учебниками и наставлениями, принятыми в Красной армии.
Умер 25 июля 1975 года. Похоронен в Москве на Ваганьковском кладбище.

## Награды
- орден Ленина (21.02.1945)[5][6]
- три ордена Красного Знамени (08.08.1919[7], 03.11.1944[6][8], 24.06.1948[6][7])
- орден Отечественной войны I степени (17.11.1945)[9]
- два ордена Красной Звезды (29.03.1944[10],  28.10.1967[11])
- орден Красной Звезды Бухарской Народной Республики I степени[3].  
  - медали в том числе:
  - «XX лет Рабоче-Крестьянской Красной Армии» (1938)[10]
  - «За оборону Москвы» (1944)[7]
  - «За победу над Германией в Великой Отечественной войне 1941—1945 гг.» (1945)[7]

## Труды
- Тактика войсковой зенитной артиллерии. Самарканд, Арт. академия, 1942. 235 с.;
- Справочник офицера зенитчика. Кн. 1. Тактика зенитной артиллерии. М., 1945. 127 с. (соавторы Ивашин-Надтока А. В., Коломенский Б. А. и др.);
- Плотности и расчет сил зенитной артиллерии при обеспечении войск // Известия ААН. 1949. Выпуск 6. С. 76-96.